# 림부어

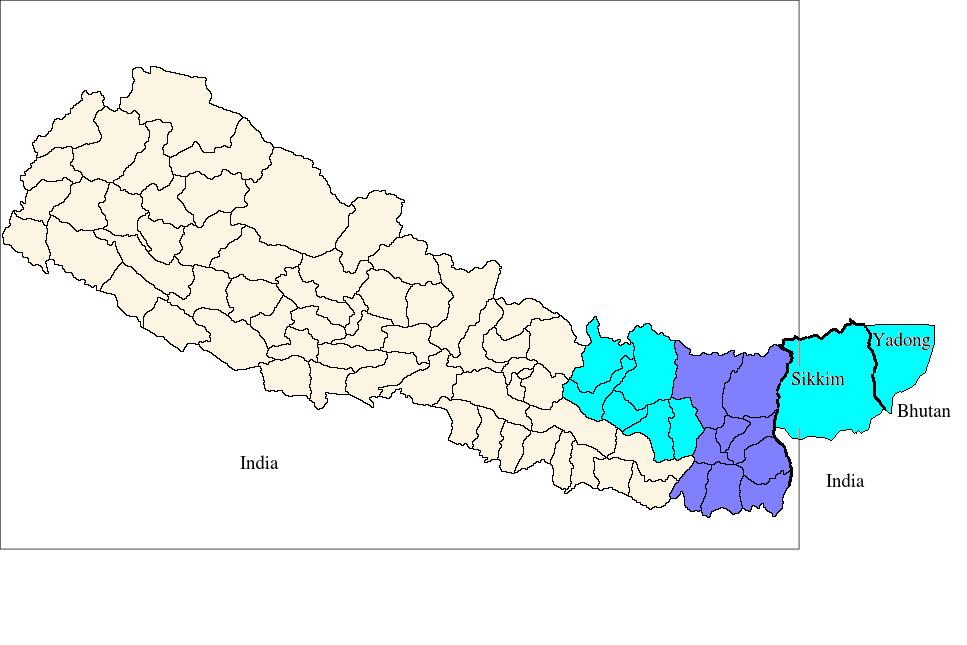
역사적인 림부완 지역. 현대에는 그 중 일부 지역에서만 림부어가 쓰인다.

림부어(Limbu)는 네팔 동부(Province No. 1)와 인도 시킴 주 등에 걸친 지역에 거주하는 림부족의 중국티베트계 언어이다. 자기명칭은 '약퉁'(Yakthung)이다. 림부족은 키란티어군 언어를 쓰는 키라티족의 일종으로, 언어는 티베트어나 렙차어와 비교적 가깝다. 사용인구는 2011년 기준 약 380,000명이다.
크게 Phedape, Chhathare, Tambarkhole, Panthare의 4가지 방언으로 나뉜다. 그 중 Phedape 방언이 가장 널리 사용되지만, Panthare 방언이 지식 전달에 많이 사용되어 더 표준어에 가까운 지위를 가지고 있다. 렙차 문자의 변형인 림부 문자로 자주 표기되며 편의상 로마자가 쓰이는 경우도 있다.

## 같이 보기
- 키란티어군